# Stefan L. Brandt
Stefan L. Brandt (* 1964 in Berlin) ist ein deutscher Amerikanist und Professor an der Karl-Franzens-Universität Graz.

## Biografie
Stefan L. Brandt studierte ab 1985 am John-F.-Kennedy-Institut für Nordamerikastudien der Freien Universität Berlin. Dort erlangte er 1992 einen Abschluss als M.A. mit einer Arbeit zu Ernest Hemingway und John Steinbeck. 1996 promovierte er mit ‘summa cum laude’ am Fachbereich Neuere Fremdsprachliche Philologien der FU Berlin mit einer Arbeit zur Literatur und Kultur der amerikanischen Jahrhundertwende (1890–1914). Als Stipendiat der Alexander von Humboldt-Stiftung ging er 1998 für ein Jahr an die University of California, Irvine und forschte von 1999 bis 2001 mit einem Stipendium der Deutschen Forschungsgemeinschaft für seine Habilitationsschrift zur Ästhetik des Körpers in der Literatur und Kultur der amerikanischen Nachkriegsära (1945–1960). Er hat an mehreren Universitäten und Bildungseinrichtungen in den USA und Kanada geforscht, u. a. Cornell University, UC Berkeley, UCLA, UC Riverside (Center for Ideas and Society), Huntington Library, University of Toronto, York University sowie Harvard University (Department of English).
Nach der Habilitation 2003 erhielt Stefan L. Brandt Gastprofessuren am John-F.-Kennedy-Institut für Nordamerikastudien (Lehrstuhl für Nordamerikanische Kultur, April 2004 bis Februar 2005 und Oktober 2008 bis März 2009), an der Universität Siegen (Lehrstuhl für Nordamerikanische Kulturwissenschaft, April 2006 bis September 2008 und April 2010 bis September 2011, sowie Lehrstuhl für Anglistik und Allgemeine Literaturwissenschaft, April 2007 bis September 2008) und an der Universität Wien (Lehrstuhl für Amerikanische Literatur- und Kulturwissenschaft, Oktober 2011 bis Januar 2012). Zudem hat er an der Technischen Universität Chemnitz (WS 2005/06) sowie der Ruhr-Universität Bochum (April 2009 – März 2010) unterrichtet. Von Februar 2012 bis Januar 2013 war er Universitätsprofessor für English and American Studies an der Philologisch-Kulturwissenschaftlichen Fakultät der Universität Wien.
Seit Februar 2013 ist Stefan L. Brandt Professor am Institut für Amerikanistik der Universität Graz, welches er von November 2013 bis Juni 2016 auch leitete. Von November 2013 bis November 2014 amtierte er als Präsident der Austrian Association for American Studies. Er ist Mitgründer und Mitherausgeber der internationalen Fachzeitschrift AmLit – American Literatures.

## Forschungsgebiete
Seine Forschungsschwerpunkte sind Urban Studies, Raumforschung, Gender Studies, frühe amerikanische Bildungsliteratur sowie die transnationale Vernetzung von Prozessen der kulturellen Selbstmodellierung in den USA.

## Publikationen

### Monographien
- Männerblicke. Zur Konstruktion von Männlichkeit in der Literatur und Kultur der amerikanischen Jahrhundertwende. Metzler (M & P), Stuttgart 1997, ISBN 3-476-45190-9.
- Inszenierte Männlichkeit: Körperkult und 'Krise der Maskulinität' im spätviktorianischen Amerika. WVB, Berlin 2007, ISBN 978-3-86573-268-2.
- The Culture of Corporeality: Aesthetic Experience and the Embodiment of America, 1945-1960. Carl Winter Verlag, Heidelberg 2007, ISBN 978-3-8253-5353-7.
- Moveable Designs, Liminal Aesthetics, and Cultural Production in America since 1772. Palgrave Macmillan, 2022, Cham, ISBN 978-3-031-13613-9.

### Herausgeberschaften
- Film as Symbolic Action: Douglas Sirks 'Imitation of Life' (1959) als Paradigma kultureller Selbstverständigung im Amerika der 1950er Jahre. Hg. Berlin: John F. Kennedy-Institut für Nordamerikastudien, Freie Universität Berlin, Working-Paper No. 119, 1999.
- mit Winfried Fluck und Ingrid Thaler: Transnational American Studies. Special issue of REAL: Yearbook of Research in English and American Literature. Vol. 23. Tübingen: Gunter Narr, 2007. ISBN 978-3-8233-4177-2.
- mit Winfried Fluck und Frank Mehring: Transcultural Spaces: Challenges of Urbanity, Ecology, and the Environment in the New Millennium. Special issue of REAL: Yearbook of Research in English and American Literature. Vol. 26. Gunter Narr, Tübingen 2010, ISBN 978-3-8233-4181-9.
- mit Astrid M. Fellner: Making National Bodies: Cultural Identity and the Politics of the Body in (Post-)Revolutionary America. WVT, Trier 2010, ISBN 978-3-86821-222-8.
- In-Between: Liminal Spaces in Canadian Literature and Culture. Canadiana Series. Peter Lang, New York, 2017.
- mit Rubén Cenamor. Ecomasculinities: Negotiating Male Gender Identity in U.S. Fiction. Lanham, Maryland: Lexington Books [Rowman & Littlefield], 2019; paperback edition, 2021.
- mit Frank Mehring und Tatiani G. Rapatzikou: Electronic Wastelands? Information Management, Cultural Memory, and the Challenges of Digitality. Special Issue of AmLit – American Literatures, vol. 3, no. 1, Apr. 2023. DOI: 10.25364/27.3:2023.1.0.
- mit Frank Mehring und Tatiani G. Rapatzikou: Body Politics in North American Literary Fictions. Special Issue of AmLit – American Literatures, vol. 3, no. 2, Apr. 2024. DOI: 10.25364/27.3:2023.2.0.
- mit Frank Mehring und Tatiani G. Rapatzikou: Societal Transformations and American Literatures in the World. Special Issue of AmLit – American Literatures, vol. 4, no. 1, Apr. 2024. DOI: 10.25364/27.4:2024.1.0.

### Aufsätze (Auswahl)
- “Polysemantik und Entropie: Zur Ästhetik der Ambiguität bei Henry James und Thomas Pynchon.” Literaturwissenschaftliches Jahrbuch 46 (2005): 303-29.
- “Hawthorne’s Negative Romanticism: Aesthetic Self-Reflection and the Discursivity of Storytelling in 'Rappaccini’s Daughter'.” Aesthetic Transgressions. Hrsg. Thomas Claviez, Ulla Haselstein & Sieglinde Lemke. Heidelberg: Carl Winter Verlag, 2006, 195–220.
- “White Bo(d)y in Wonderland: Cultural Alterity and Sexual Desire in Where East Is East.” The Films of Tod Browning. Hrsg. Bernd Herzogenrath. New York: Black Dog Publications, 2006, 129-49.
- “Performanz und Selbstermächtigung: Zur Ästhetik des Körperlichen bei James Dean.” James Dean lebt! Jugendkultur und Starkult in Film und Musik, 1950-2000. Hrsg. Werner Kremp, unter Mitarbeit von Charlotte Gerken und Peter Sommerlad. Trier: WVT, 2006, 11–52.
- “Astronautic Subjects: Postmodern Identity and the Embodiment of Space in American Science Fiction .” Gender Forum Issue “Gender Roomours II: Gender and Space” (Winter 2006/07).
- “The Literary Text as a ‘Living Event’: Visceral Language and the Aesthetics of Rebellion in J. D. Salinger’s The Catcher in the Rye.” Rebels without a Cause? Renegotiating the American 1950s. Hrsg. Gerd Hurm & Ann-Marie Fallon. Oxford, Bern et al: Peter Lang, 2007, 31–56.
- “Kino als Karneval der Männlichkeit: (Selbst-)Ironie und Intertextualität in den frühen James-Bond-Filmen.” Das kleine Bond-Buch: From Cultural Studies with Love. Hrsg. Ellen Grünkemeyer, Martina Iske, Jürgen Kramer, Anette Pankratz & Claus-Ulrich Viol. Marburg: Schüren Verlag, 2007, 121-37.
- “‘The Finest Type of Existing Marriage’: Family and Nationhood in Theodore Roosevelt’s Speeches and Writings.” Arbeiten aus Anglistik und Amerikanistik 34.2 (2009): 269–291.
- “The City as Liminal Space: Urban Visuality and Aesthetic Experience in Postmodern U.S. Literature and Cinema.” Amerikastudien – American Studies 54.4 (2009): 553–581.
- “TransAmerica? Cultural Hybridity and Transgendered Desire from the Colonial Era to Modernity.” Trans/American, Trans/Oceanic, Trans/lation: Issues in International American Studies. Hrsg. João Ferreira Duarte, Marta Pacheco Pinto, & Susana Araújo. Cambridge, UK: Cambridge Scholars Publishing, 2010, 247–261.
- “Exploring the ‘Heart of the Wilderness’: Cultural Self-Fashioning and the Aesthetics of the Body in Charles Brockden Brown’s Edgar Huntly, or, Memoirs of a Sleep-Walker.” Making National Bodies: Cultural Identity and the Politics of the Body in (Post-) Revolutionary America. Hrsg. Stefan L. Brandt & Astrid M. Fellner. Trier: WVT, 2010, 121–140.
- “American Cultural ImagiNation: The New Americanists and the Bush Revolution” (mit Alexander Vazansky). American Studies / Shifting Gears. Hrsg. Birte Christ, Christian Kloeckner, Elisabeth Schäfer-Wünsche, Michael Butter. Heidelberg: Carl Winter Verlag, 2010, 65–88.
- “Open City, Closed Space: Metropolitan Aesthetics in American Literature from Brown to DeLillo.” Transcultural Spaces: Challenges of Urbanity, Ecology, and the Environment in the New Millennium. Hrsg. Stefan L. Brandt, Winfried Fluck und Frank Mehring. REAL: Yearbook of Research in English and American Literature, Vol. 26. Tübingen: Gunter Narr, 2010, 121–144.
- “Sex, Lügen und Video-Clips: Szenarien krisenhafter Männlichkeit in der zeitgenössischen Populärkultur.” Die Krise als Erzählung: Transdisziplinäre Perspektiven auf ein Narrativ der Moderne. Hrsg. Walburga Hülk, Uta Fenske und Gregor Schuhen. Berlin und Bielefeld: transcript, 2013, 189–204.
- “Guy Maddin, My Winnipeg (2007).” Film: Part II. Hrsg. Susanne Peters, Klaus Stierstorfer, Dirk Vanderbeke, Laurenz Volkmann. Trier: WVT, 2013, 481–505.
- “Trafficking in Blackness? The Coolness of ‘Black’ and the Politics of Ethnic Marketing.” Is It Cause It’s Cool? Affective Encounters with American Culture. Hrsg. Astrid M. Fellner, Susanne Hamscha, Klaus Heissenberger, and Jennifer J* Moos. Wien & Münster: LIT Verlag, 2013, 201–224.
- “Scale, Media Transfer, and Bodily Space in ‘Giant Movies’ of the Fifties.” Transmediality and Transculturality. Hrsg. Nadja Gernalzick & Gabriele Pisarz-Ramirez. Heidelberg: Carl Winter Verlag, 2013, 349–367.
- “A Farewell to the Senses? Hemingway, Remarque, and the Aesthetics of World War I.” In North America, Europe and the Cultural Memory of the First World War. Hrsg. Martin Löschnigg, Winter Verlag, 2015, 215–225.
- “Not a Puzzle So Arbitrarily Solved: Queer Aesthetics in Alice Munro’s Short Fiction.” Zeitschrift für Kanadastudien, vol. 36, 2016, 28–41.
- “One of Those Guys in the Movies: Juvenile Rebellion and Carnal Subjectivity in J.D. Salinger’s The Catcher in the Rye.” Polish Journal for American Studies, vol. 10, 2016, 49–64
- “History, Time, and Lived Experience in Toni Morrison’s Beloved (1987), Jazz (1992), and Paradise (1997).” Zeitschrift für Anglistik und Amerikanistik (ZAA), vol. 64, no. 4 (Dec. 2017), 395–411. DOI:10.1515/zaa-2017-0037.
- “Time Ravel: History, Metafiction, and Immersion in Stephen King’s 11/22/63.” The Modern Stephen King Canon: Beyond Horror. Hrsg. Philip L. Simpson and Patrick McAleer, Lexington Books, 2019, 183–202.
- “Donald Trump, the Reality Show: Populism as Performance and Spectacle.” Zeitschrift für Literaturwissenschaft und Linguistik, vol. 50, no. 2 (2020). Special issue on Populism. Hrsg. Constanze Spiess and Georg Weidacher. DOI:10.1007/s41244-020-00170-3.
- “‘Lighting Out for the Territories’: Ecomasculinities in U.S. American Literature.” Routledge Companion to Masculinity in American Literature and Culture. Hrsg. Lydia R. Cooper, Routledge, 2021, 74–90.
- “Towards a Poetics of Fact: Subjugated Knowledges, Historiographic Metafiction, and the ‘Terrible Truth’ behind Words in Early Nineteenth-Century American Literature.” Writing Facts. Hrsg. Susanne Knaller, transcript, 2023, 143–162.
- “Bildungsliteratur as World Literature: The Aesthetics of Traveling and the Transatlantic Imaginary in Nathaniel Hawthorne’s The Marble Faun (1960).” Literature and World – Literature as World: Essays in Honour of Werner Wolf. Hrsg. Maria Löschnigg & Martin Löschnigg, Universitätsverlag Winter, 2023, 99–112.